# Solar Fire
Solar Fire ist das vierte Studioalbum von Manfred Mann’s Earth Band. Es erschien im Jahr 1973 bei Bronze Records.

## Entstehung und Veröffentlichung
Das Album wurde 1973 in den Workhouse Studios in London aufgenommen und noch im selben Jahr als erstes Album der Band über Bronze Records veröffentlicht. Es führte Motive der Single Joybringer fort, die eine Bearbeitung von Gustav Holsts Orchestersuite Die Planeten war.

## Covergestaltung
Das Albumcover zeigt eine Weltraumszene. Der Hintergrund ist größtenteils dunkel bis schwarz. Über das gesamte Bild verteilt sind zahlreiche leuchtende Punkte zu sehen, die Sterne darstellen. Eine große, rote Lichtquelle im unteren Bereich des Covers strahlt intensiv und weist eine kreisförmige Struktur. In der oberen linken Mitte des Covers ist ein runder, transparenter Himmelskörper zu sehen, der eine rötliche Tönung hat. In der oberen rechten Ecke befindet sich das kreisförmige Logo der Band mit einer stilisierten Darstellung der Erde. Direkt darüber steht der Albumtitel "Solar Fire" in großen, weißen Buchstaben, die sich deutlich vom dunklen Hintergrund abheben.

## Stil
Solar Fire lässt den Bluesrock der ersten drei Alben weitgehend hinter sich und ist dem Progressive Rock zuzuordnen. Es gibt auch einige Passagen mit Jazzrock- und Jamsession-Flair. Die Stücke haben oft komplexe Strukturen, es finden sich sowohl ruhige als auch kraftvolle Passagen. Keyboard und Gitarre sind virtuos gespielt und nehmen gleichberechtigte Rollen ein. Richard Foss von Allmusic vergleicht das Album stellenweise mit King Crimson.
Father of Day, Father of Night ist eine Bearbeitung des Titels 
Father of Night von Bob Dylan aus dessen Album New Morning von 1970. Eine Singlefassung davon sowie die Single Joybringer waren auf einer 1998 erschienenen, remasterten Version des Albums enthalten.
Earth, the Circle Part 1 (Anordnung hinter Part 2, sic) ist eine Bearbeitung von Jimbo's Lullaby aus der Klaviersuite Children’s Corner von Claude Debussy; gleichwohl ist als alleiniger Komponist Mann angegeben.

## Rezeption
Jochen Rindfrey von den Babyblauen Seiten sieht Manfred Mann’s Earth Band hier auf dem Höhepunkt ihres Schaffens, Christian Rode erachtet das Album für „einfach perfekt“, denn „was die Qualität der Kompositionen, die Virtuosität und die konzeptionelle Umsetzung betrifft, nimmt es Manfred Mann hier mit allen Größen des ‘echten’ Prog auf“. Das Musikmagazin eclipsed wählte Solar Fire in seine Liste der 150 wichtigsten Prog-Alben. Das Magazin bescheinigt dem Album außerdem in seinem Buch Rock – Das Gesamtwerk der größten Rock-Acts im Check: alle Alben, alle Songs (Teil 1) dem „Prog-Olymp“ anzugehören und eine „psychedelische Sternstunde“ zu sein, mit dem sich Mann in die „Ahnengalerie des Progrock“ einreihe. Konsequenterweise vergibt es daher für das Werk die höchste Kategorie Kaufrausch und es landet in der Gesamtschau aller Manfred Mann’s Earth Band Alben hier auf Platz 2.

## Titelliste

### Seite 1
1. Father of Day, Father of Night – 9:52
2. In the Beginning, Darkness – 5:19
3. Pluto the Dog – 2:45

### Seite 2
1. Solar Fire – 5:13
2. Saturn, Lord of the Ring/Mercury, the Winged Messenger – 6:31
3. Earth, The Circle Part 2 – 3:20
4. Earth, The Circle Part 1 – 3:47

### Bonus-Titel 1998
1. Joybringer – 3:22
2. Father of Day, Father of Night – 3:01

### Unterschied Europäische / US-Version
Die originale US-Version enthielt den Titel Joybringer im Gegensatz zur europäischen Version bereits bei Veröffentlichung als dritten Titel der B-Seite.